# Симфонічний оркестр Баварського радіо
48°08′40″ пн. ш. 11°33′14″ сх. д. / 48.144333333333° пн. ш. 11.553805555556° сх. д.
Симфонічний оркестр Баварського радіо (нім. Symphonieorchester des Bayerischen Rundfunks) — симфонічний оркестр, що базується в Мюнхені і є одним з трьох основних оркестрів цього міста поряд з Мюнхенським філармонічним оркестром і Баварським державним оркестром. Основними концертними майданчиками оркестру є культурний центр Гаштайг і Геркулес-зал в Мюнхенському королівському палаці.
Оркестр був заснований в 1949 році на базі більш раннього радіооркестру. Серед найважливіших прем'єр оркестру — «Страсті за Йоанном» Арво Пярта (1982). 2006 року оркестр був удостоєний премії «Греммі» за виконання 13-ї симфонії Шостаковича, а журнал Le Monde de la Musique помістив колектив 6-м у списку найкращих оркестрів Європи.

## Головні диригенти
- Ойген Йохум (1949-1960)
- Рафаель Кубелік (1961-1979)
- У 1981 році контракт на посаду головного диригента підписав Кирило Кондрашин, однак раптово помер, не встигнувши розпочати роботу.
- Колін Девіс (1983-1992)
- Лорін Маазель (1993-2002)
- Маріс Янсонс (2003 -)